# Yuri Mori
Yuri Mori (japanisch 森 侑里 Mori Yuri; * 8. August 2000 in der Präfektur Chiba) ist ein japanischer Fußballspieler.

## Karriere
Yuri Mori erlernte das Fußballspielen in der Jugendmannschaft des Zweitligisten Ōmiya Ardija sowie in der Universitätsmannschaft der Universität Tsukuba. Seinen ersten Vertrag unterschrieb er am 1. Februar 2023 beim FC Ryūkyū. Der Verein, der in der Präfektur Okinawa beheimatet ist, spielt in der dritten japanischen Liga. Sein Drittligadebüt gab Yuri Mori am 4. März 2023 (1. Spieltag) im Heimspiel gegen Vanraure Hachinohe. Bei dem 1:0-Erfolg stand er in der Startelf und spielte die kompletten 90 Minuten. Nach 57 Ligaspielen wechselte er im Januar 2025 zum Zweitligisten Fujieda MYFC.